# 韓国女性文学シリーズ
『韓国女性文学シリーズ』（かんこくじょせいぶんがくシリーズ）とは、書肆侃侃房が刊行する韓国文学の叢書。2016年開始。
書肆侃侃房の海外翻訳の「Woman’s Best」のシリーズの1つ。

## ラインナップ
1. 『アンニョン、エレナ』キム・インスク、和田景子訳、2016年9月
2. 『優しい嘘』キム・リョリョン、キム・ナヒョン訳、2017年6月
3. 『七年の夜』チョン・ユジョン、カン・バンファ訳、2017年11月
4. 『春の宵』クォン・ヨソン、橋本智保訳、2018年6月
5. 『ホール』ピョン・ヘヨン、カン・バンファ訳、2018年10月
6. 『惨憺たる光』ペク・スリン、カン・バンファ訳、2019年6月
7. 『四隣人の食卓』ク・ビョンモ、小山内園子訳、2019年10月
8. 『第九の波』チェ・ウンミ、橋本智保訳、2020年9月
9. 『オビー』キム・ヘジン、カン・バンファ、ユン・ブンミ訳、2020年11月
10. 『私のおばあちゃんへ』ユン・ソンヒほか、橋本智保訳、2021年9月 ※アンソロジー
11. 『夏のヴィラ』ペク・スリン、カン・バンファ訳、2022年4月
12. 『終わりの始まり』ソ・ユミ、金みんじょん訳、2022年10月
13. 『私の彼女と女友達』チョ・ウリ、カン・バンファ訳、2023年5月
14. 『小さな町』ソン・ボミ、橋本智保訳、2023年9月